# Grob G 120TP

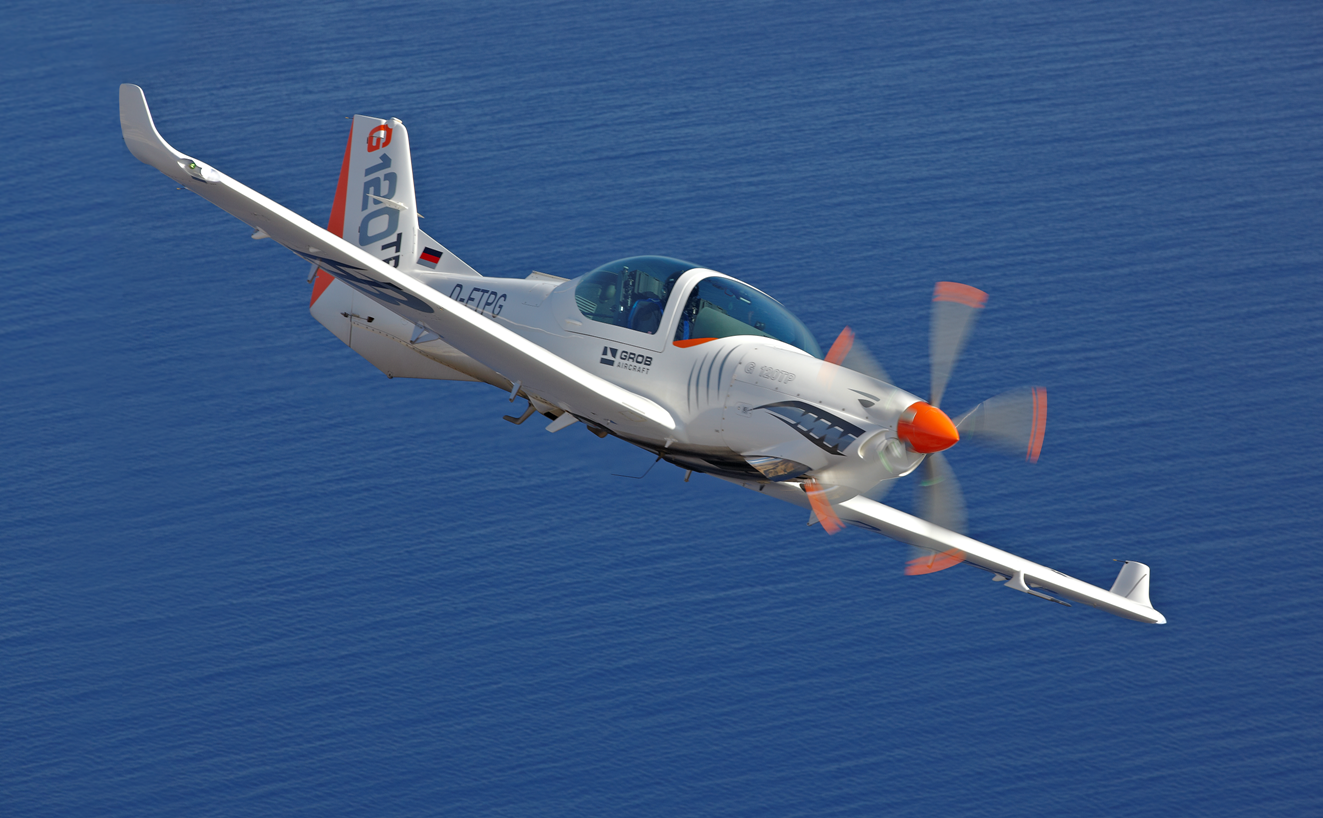
G 120TP während eines Fotoshootings auf offener See

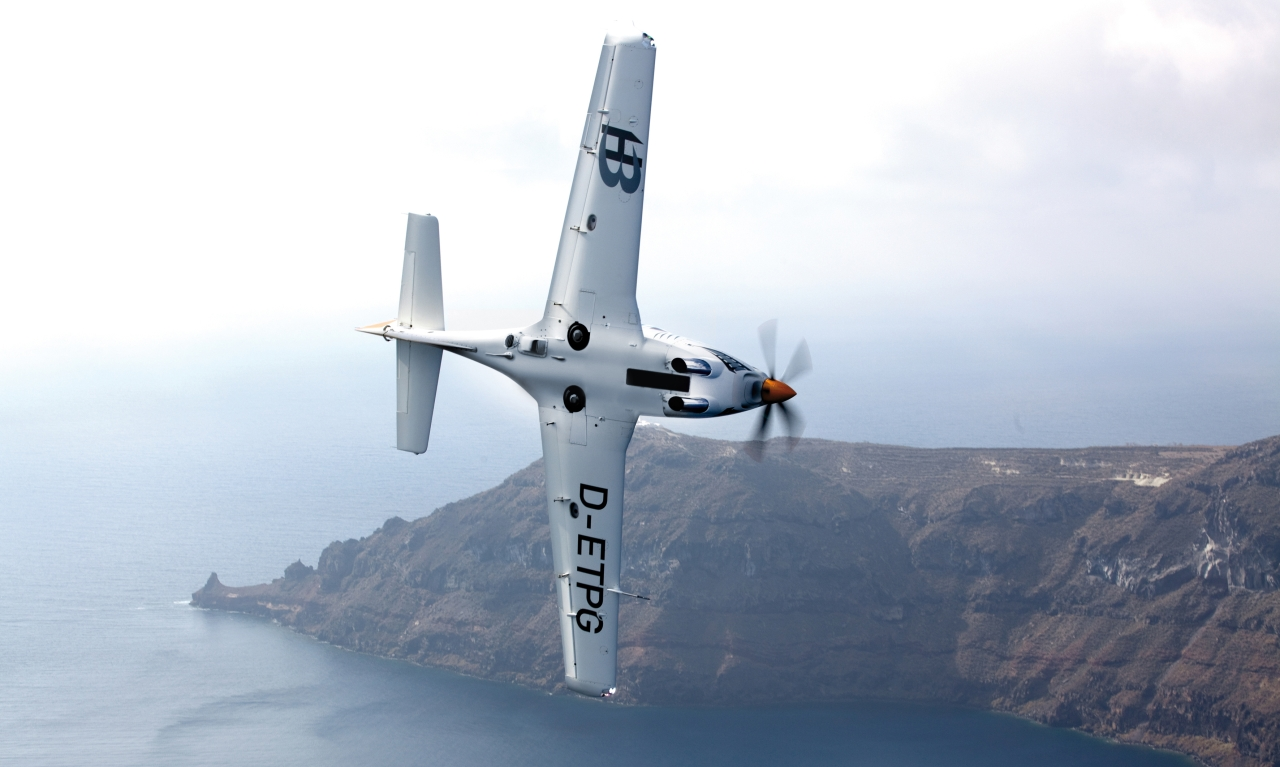
G 120TP im Flug über Santorin

Die Grob G 120TP ist ein zweisitziges, kunstflugtaugliches einmotoriges Flugzeug der Grob Aircraft AG.

## Geschichte
Auf der ILA 2010 in Berlin stellte Grob die Weiterentwicklung der Grob G 120A, die G 120TP vor. Die G 120TP wurde als Trainingsflugzeug für die militärische Pilotenaus- und -weiterbildung entwickelt.
Nach ihrem Erstflug am 25. Mai 2010 erfolgte die Weiterentwicklung zur Serienreife und schließlich die Typzulassung durch die EASA im Mai 2013.

## Konstruktion
Die G 120TP ist wie alle Flugzeuge des Herstellers Grob aus Faserverbundwerkstoff gefertigt. Der Rumpf besteht aus glasfaserverstärktem Kunststoff, die Tragflächen werden aus kohlenstofffaserverstärktem Kunststoff hergestellt.
Gedacht als eine Variante der G 120A, wurde die G 120TP jedoch im Laufe der Entwurfsphase nahezu neu entwickelt, so dass ein eigenständiges Flugzeug entstanden ist, das nicht mehr mit der G 120A vergleichbar ist.

## Technik
Neben der analogen Basis-Konfiguration verfügt die G 120TP über ein Glascockpit, bestehend aus vier Genesys Aerosystems IDU-680 mit 3D Synthetic Vision. Die Sitze sind auch weiterhin in der Side-by-Side-Konfiguration angeordnet, um neben zukünftigen Jetpiloten auch Pilotenschüler für Transportflugzeuge und Drehflügler optimal ausbilden zu können. Optional können hier eigens für die G 120TP entwickelte Leicht-Schleudersitze vom Modell Mk.17 von Martin-Baker geordert werden. Das bis +6g bis −4g kunstflugtaugliche Trainingsflugzeug wird von einem Rolls-Royce Turbo-Prop-Allison-M250-B17F-Triebwerk mit einem 5-Blatt-Constant-Speed-Propeller mit einem Durchmesser von 2,1 m aus dem Hause MT-Propeller angetrieben.

## Technische Daten

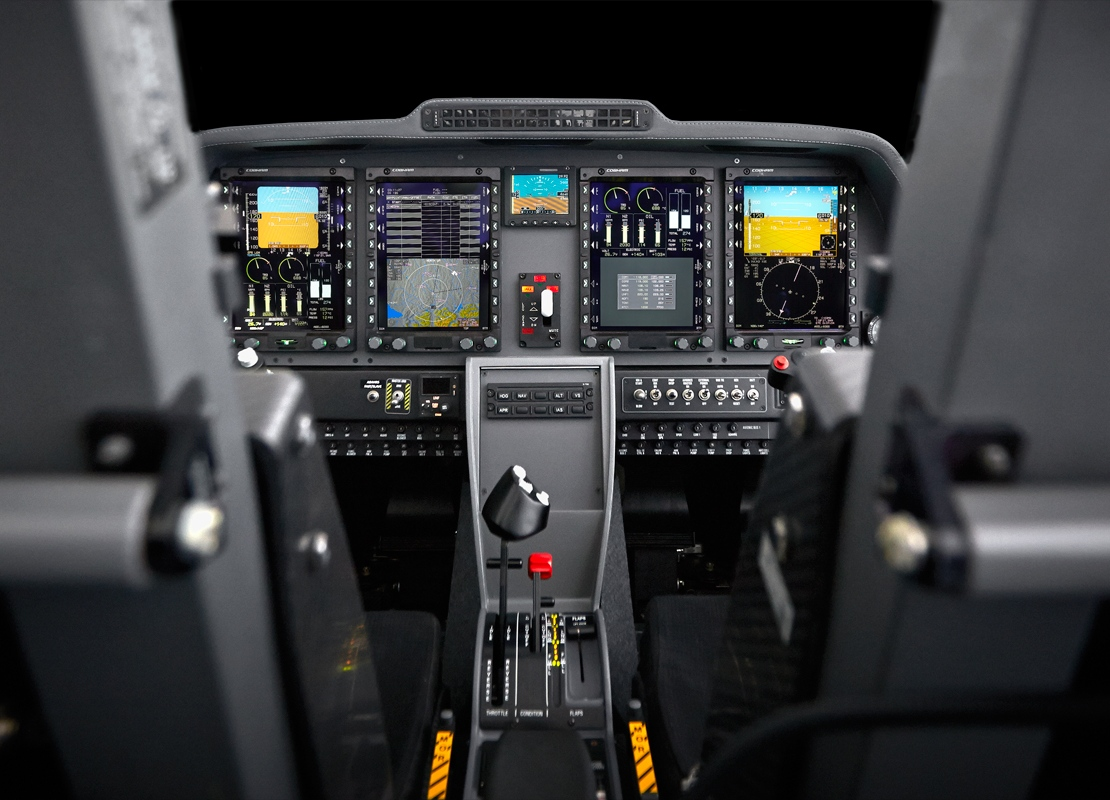
Das Glascockpit der G 120TP besteht aus 4 EFIS Genesys Aerosystems IDU-680

| Kenngröße                | G 120TP                                |
| ------------------------ | -------------------------------------- |
| Länge                    | 8,42 m                                 |
| Spannweite               | 10,31 m                                |
| Höhe                     | 2,64 m                                 |
| Flügelfläche             | 13,52 m²                               |
| Flügelstreckung          | 7,9                                    |
| Leermasse (BEW)          | 1095 kg                                |
| max. Startmasse (MTOW)   | 1515 kg (Utility Category)             |
|                          | 1440 kg (Aerobatic Category)           |
| min. Fluggeschwindigkeit | 58 kts / 107 km/h                      |
| max. Fluggeschwindigkeit | 235 kts / 435 km/h / M 0,45            |
| Antrieb                  | Rolls-Royce Allison M250-B17F          |
| Leistung                 | 450 SHP / 5 min, 380 SHP Dauerleistung |
| Kraftstoff               | 341 l                                  |
| max. Lastvielfache       | +6g bis −4g (Aerobatic Category)       |
| Reichweite               | 580 NM (5.000 ft, 75 % MCP)            |
|                          | 735 NM (10.000 ft, 45 % MCP)           |
| Dienstgipfelhöhe         | 25.000 ft (Utility Category)           |

## Betreiber

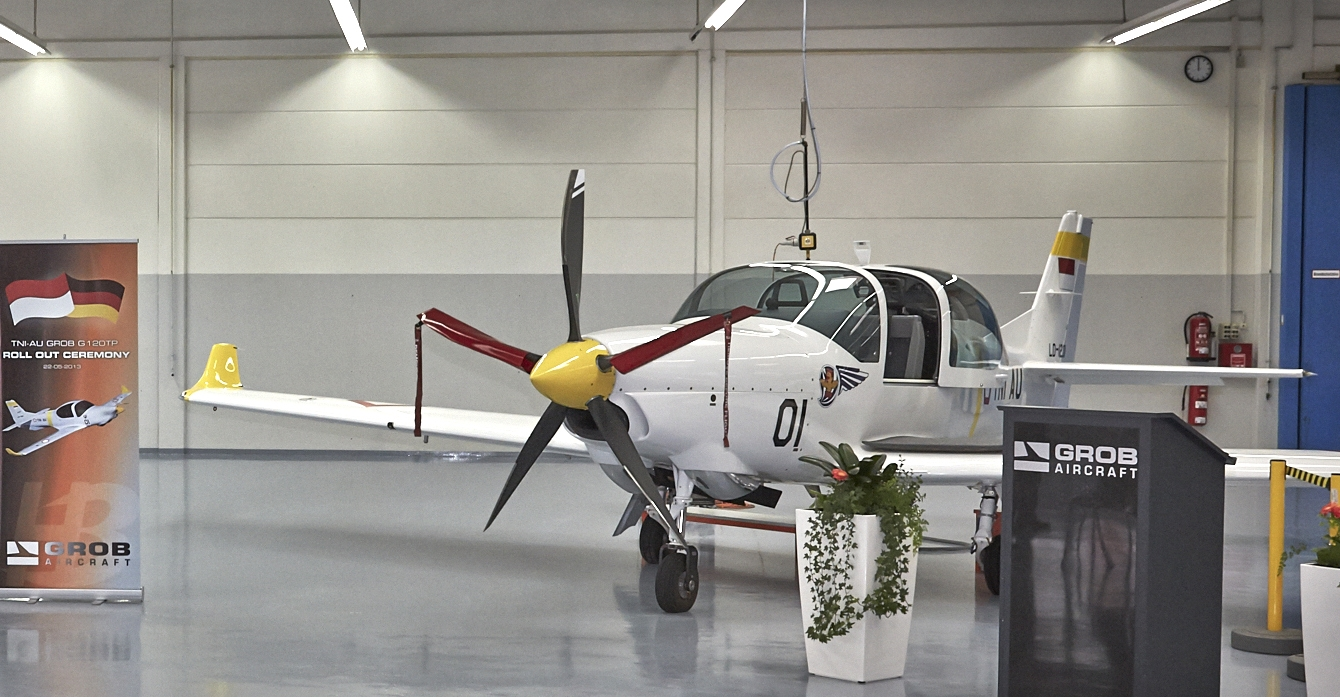
Feierliche Übergabe der ersten vier von insgesamt 18 G 120TP für die indonesische Luftwaffe

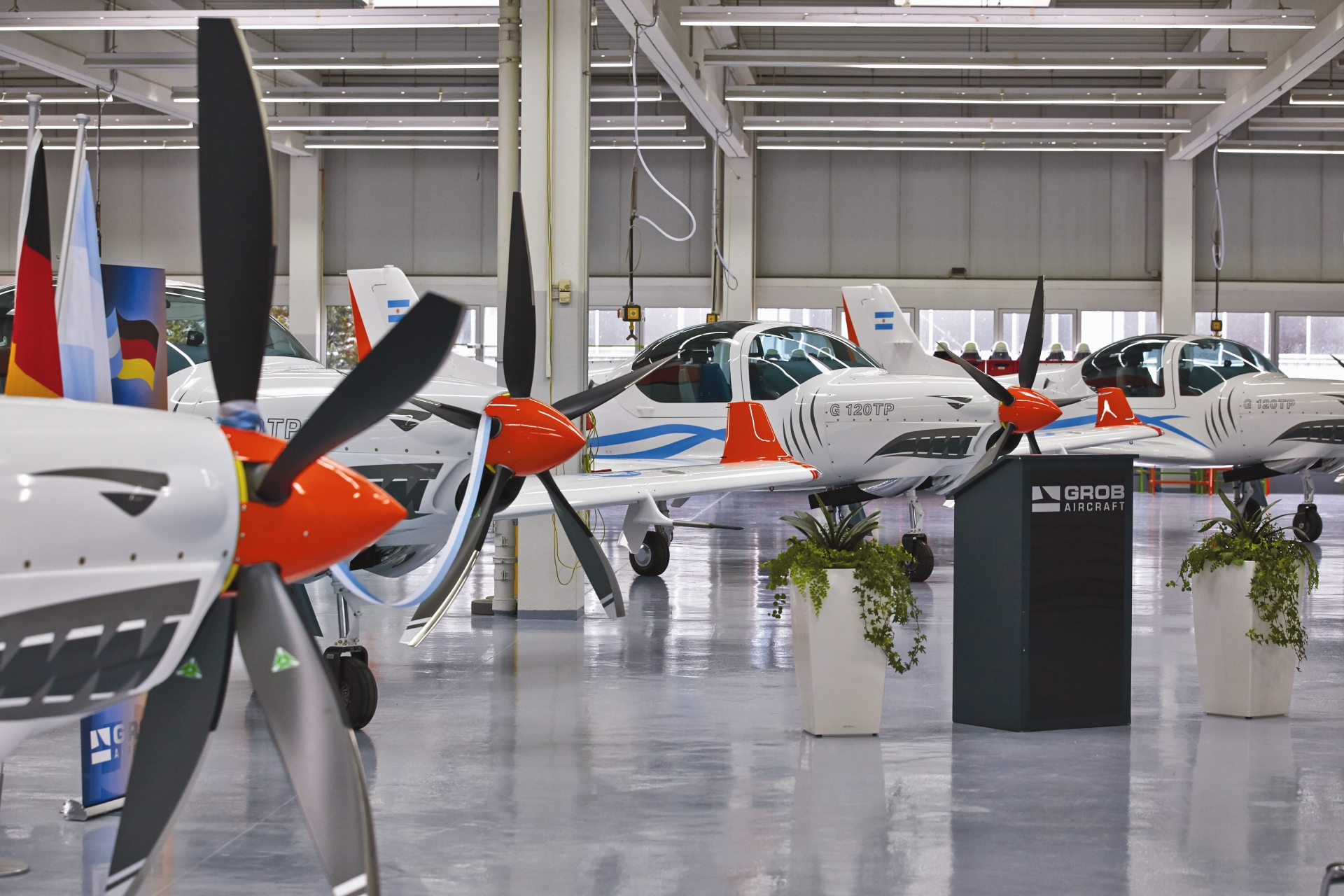
Feierliche Übergabe der ersten vier von zehn bestellten G 120TP für die argentinische Luftwaffe

Argentinien
Fuerza Aérea Argentina: 10; Argentinien folgte als zweiter Betreiber der G 120TP und als erster Nutzer der digitalen Cockpitvariante. Hier wurden zunächst zehn Flugzeuge geordert, mit einer Option auf weitere fünf.
 Bangladesch
Luftstreitkräfte Bangladeschs: 24; Das Land orderte 2021 insgesamt 24 Maschinen für die Bangladesch Air Force.
 Ecuador
Fuerza Aérea Ecuatoriana: 8; Equador orderte Ende 2019 acht G 120TP.
 Kanada
Royal Canadian Air Force: 23, CT-102B „Astra II“, eingesetzt von der Firma SkyAlyne.
 Indonesien
Indonesische Luftstreitkräfte: 30; Der erste Käufer der G 120TP war die Indonesian Air Force. Dort konnte sich die G 120TP erfolgreich bei einer internationalen Ausschreibung der indonesischen Luftwaffe für die Beschaffung von 24 (+ 6 Nachbestellungen aus 14 Optionen) neuen Trainingsflugzeugen sowie einem G 120TP Simulator durchsetzen.
 Jordanien
Jordanischen Luftstreitkräfte 16; Die Luftstreitkräfte setzten ab April 2016 die G 120TP für das Pilotentraining ein. Der Vertrag umfasst 12 + 2 Flugzeuge sowie ein CBT System und ein G 120TP Flight Training Device. Die Bundeswehr überließ dem Land 2018 2 weitere Exemplare.
 Mexiko
Mexikanische Luftwaffe: 25; Die Fuerza Aérea Mexicana (FAM) wählte die G 120TP als neuen Elementary Trainer aus. Der Vertrag beinhaltet die Lieferung von 25 Flugzeugen (mit Option auf 15 weitere Flugzeuge), einem CBT System und vier Simulatoren, wobei die Lieferung des ersten Batches im Februar 2015 zum 100-jährigen Jubiläum erfolgte.
 Myanmar
Streitkräfte von Myanmar: 20; Die myanmarische Luftwaffe bestellte bei Grob Aircraft 20 Flugzeuge, ein CBT System und einen Simulator, wobei die letzte Auslieferung im April 2016 stattfand.
 Schweden
Schwedische Luftstreitkräfte: 13; Das Schwedische Verteidigungsministerium (Försvarets materielverk) verkündete im Mai 2021 den Kauf von sieben G 120TP Schulflugzeugen und einem Simulator mit der Option auf weitere Flugzeuge für die Flygvapnet. In den folgenden Jahren bestellte das Land sechs weitere Exemplare. Die Auslieferung erfolgte ab März 2023 an die  FlygSkolan in Malmen. Die Grob G 120PT (schwedische Bezeichnung: Sk 40) ersetzte die Saab 105 (Sk 60).
 Vereinigtes Königreich
Streitkräfte des Vereinigten Königreichs: 23 „Perfect T.1“; Dem britischen Verteidigungsministerium zufolge wird das zukünftige „UK Military Flight Training System (MFTS)“ den britischen Militär-Piloten das Basistraining auf G 120TPs ermöglichen. Im Rahmen des Programms werden diverse bisherige Trainingssysteme der Royal Air Force, der Royal Navy und des Army Air Corps ersetzt. Affinity als Service-Provider wird die „Perfect T.1“, so die britische Typenbezeichnung, zusammen mit der Beechcraft T-6 für Einführungs-, Basis- und Fortgeschrittenentraining nutzen sowie das Transportpilotensegment über die Embraer Phenom 100 abdecken.
 Vereinigte Staaten
United States Army: 5; Die US Army hat die G 120TP ausgewählt, um allumfassendes Training für jährlich mehr als 600 angehende und aktive Piloten der U.S. Army und U.S. Air Force durchzuführen. Dieses Training beinhaltet die Umschulung von Hubschrauberpiloten sowie die Ausbildung von Pilotenanwärtern. Zusammen mit CAE USA wird Grob Aircraft sogenanntes Turnkey Training inklusive akademischer Ausbildung sowie Simulator- und Flugzeugschulung mit insgesamt 6 (+1) Flugzeugen in einem eigens dafür gebauten Trainingszentrum am Dothan Regionalflughafen in Alabama zur Verfügung stellen.